# Walter Rabl
Walter Rabl (30 de noviembre de 1873-11 de julio de 1940) fue un compositor y director de orquesta vienés, también profesor de técnica vocal. Solo dejó un reducido número de composiciones, actualmente olvidadas, en la tradición de la música del final del romanticismo. A los 30 años abandonó la composición para dedicarse a la dirección orquestal y la enseñanza.
Rabl nació en Viena  y de niño destacó como excelente pianista. Se desplazó a Salzburgo para estudiar teoría muisical y composición en el Mozarteum. Más tarde regresó a Viena para completar sus estudios con Karl Navratil y se doctoró en la Universidad alemana de Praga. Al finalizar sus estudios consiguió un puesto de repetidor y maestro de coro en la ópera real de Dresde.
Desde 1903, Rabl comenzó a dirigir por toda Alemania, destacando en la interpretación de las obras de autores contemporáneos, como Gustav Mahler, Karl Goldmark, Franz Schreker, Erich Wolfgang Korngold, y Richard Strauss. En 1905 se casó con la soprano Hermine von Kriesten, a la que dirigió en papeles wagnerianos. Tras su retirada de la dirección, en 1924, continuó aprovechando su destreza pianística como acompañante y preparador de numerosos cantantes.
Gran parte de la producción compositiva de Rabl se centró en la música de cámara, comenzando con su cuarteto para clarinete, violín, violonchelo y piano, que ganó en 1896 un prestigioso premio en cuyo jurado figuraba Johannes Brahms. En su catálogo figuran también una sonata para violín y piano, una pieza para trío con piano, diversas canciones, una sinfonía  y una ópera, Liane (1903), que fue la última obra que compuso, a pesar de que alcanzó un cierto éxito en su estreno.